# Gunur Tepe
Gunur Tepe är en arkeologisk fyndplats nära den antika storstaden Merv i Turkmenistan.
Den grekiske arkeologen Victor Sarianidi har här funnit lämningarna av en större boplats bebodd av det indoiranska folket arierna innan förmodade klimatförändringar påbörjade deras folkvandring söderut. Bland lämningarna har Sarianidi grävt fram vad som verkar vara kokkärl för den mytomspunna drogen Soma. I kokkärlen fanns spår av cannabis, vallmo samt efedrin vilket stärkt teorierna om att detta var ingredienserna i Soma. 